# Albanvale
Albanvale ist ein Stadtteil von Melbourne und Teil des lokalen Verwaltungsgebiets Brimbank City. Er befindet sich an der westlichen Stadtgrenze, ca. 19 km von der Stadtmitte entfernt.
Albanvale grenzt im Süden an das Kororoit Creek, an dem einst Schlangen (Tigerottern, Östliche Braunschlangen), Schildkröten und Echsen (u. a. der Gemeine Blauzungenskink) beheimatet waren. Durch die Urbanisierung wurden die Tiere jedoch zurückgedrängt.
Größte Einkaufsmeile sowohl von Albanvale als auch der umliegenden Stadtteile ist das Brimbank Central Shopping Centre.